# Uwe Hagemes
Uwe Hagemes (* 24. August 1968 in Düsseldorf) ist ein ehemaliger deutscher Fußballspieler.

## Sportlicher Werdegang
Hagemes war in der Saison 1992/93 Vertragsspieler von Fortuna Düsseldorf und kam in drei aufeinander folgenden Spieltagen in der 2. Bundesliga für den Bundesligaabsteiger zum Einsatz. Den beiden Niederlagen am 18. und 23. Oktober mit 0:1 im Heimspiel gegen Hannover 96 und mit 1:4 im Auswärtsspiel gegen den VfL Osnabrück folgte am 31. Oktober ein 3:0-Sieg im Heimspiel gegen den VfB Oldenburg. Sein Pflichtspieldebüt gab er bereits am 10. Oktober 1992 im Drittrundenspiel im DFB-Pokal-Wettbewerb, mit dem 3:0-Sieg im Elfmeterschießen gegen Hansa Rostock. In einem Teilnehmerfeld von 24 Mannschaften stieg sein Verein – Platz 21 einnehmend – in die Oberliga Nordrhein 1993/94 ab. In dieser Spielklasse war er zuvor auch für Fortuna Düsseldorf II zum Einsatz gekommen, wie auch am 19. August 1992 bei der 1:2-Erstrundenniederlage gegen Borussia Mönchengladbach.
Im weiteren Verlauf war er später in der seinerzeit fünftklassigen Verbandsliga Niederrhein für Ratingen 04/19 aktiv, bevor er zur Saison 1999/2000 zur TuRU Düsseldorf in die Landesliga Niederrhein wechselte und aus dieser – als Meister der Staffel 2 – 2003 in die Verbandsliga Niederrhein zurückkehrte. Aus dieser am Saisonende 2003/04 als Meister hervorgegangen stieg er mit seiner Mannschaft in die Oberliga Nordrhein auf. In dieser, seiner letzten Saison für den Verein, bestritt er 19 Punktspiele, in denen er ein Tor erzielte. Seine Spielerkarriere beendete er beim Düsseldorfer SV 04 nach der Saison 2005/06 in der Gruppe 1 der Bezirksliga Niederrhein.